# Chikuwa
Chikuwa (竹輪, bogst. bambusring) er en japansk ret sammensat af ingredienser som fisk, surimi, køkkensalt, sukker, stivelse og æggehvide. Ingredienserne blandes godt, vikles om bambus- eller metalstave og derefter kogt. Efter at have simret bliver rørene snittet i ringe.
Chikuwa spises i hele Japan, men mange steder er andre surimi-produkter som kamaboko og satsumaage dog mere udbredte. Ifølge statistikker gennem mere end 30 år er forbruget pr. husholdning størst i Tottori-præfekturet.